# 函館七飯スノーパーク
函館七飯スノーパーク（はこだてななえスノーパーク、英語: Hakodate Nanae Snowpark）は、北海道亀田郡七飯町にあるスキー場。

## 概要
北海道駒ヶ岳や大沼が目の前に広がっており、スキーやスノーボードを持っていなくてもゴンドラに乗って山頂まで行くことが出来る。夏季は「函館七飯ゴンドラ」として営業（後述）している。2018年には「函館七飯ゴンドラ・スノーパーク」のPEAKCAFE（ピークカフェ、後述）のテラスに設置された鐘「PEAK BELL（ピークベル）」が「恋人の聖地」サテライトに選定された。
全日本スキー連盟（SAJ）公認のスキースクールがある。

## 沿革
- 1984年（昭和59年）：西武グループであった国土計画（後のコクド）により、「函館大沼七飯スキー場」としてオープン（後に「函館七飯スキー場」と改称[注釈 1]）。
- 1985年（昭和60年）：ゴンドラの営業開始。
- 1996年（平成08年）：北海道駒ヶ岳の噴火により、一時営業休止[4]。
- 2006年（平成18年）：プリンスホテルがコクドと合併[5]。西武ホールディングスが施設売却を発表[6]。
- 2007年（平成19年）：シティグループのシティグループ・プリンシパル・インベストメンツ・ジャパンが譲受し、ウィンターガーデン・リゾーツが運営すると発表[7]。その後、鈴木商会が営業譲受して「函館七飯スノーパーク」と改称[8]。
- 2016年（平成28年）：函館七飯ゴンドラの通年営業開始[8]。PEAKCAFEオープン[8]。

## 施設
コース
- 初級コース
  - 小沼コース
  - ファミリーコース
  - 大沼コース
  - からまつコース
  - しらかばコース
- 中級コース
  - チャンピオンコース
  - チャレンジコース
- 上級コース
  - とどまつコース
- キッズパーク

索道
| 名称          | 定員 | 全長    | 備考     |
| ------------- | ---- | ------- | -------- |
| ゴンドラ      | 6名  | 3,319 m |          |
| 第1ペアリフト | 2名  | 996 m   |          |
| 第1高速リフト | 4名  | 1,766 m | フード付 |

函館七飯ゴンドラは、有効なチケットがあればスキー・スノーボードを持たないで山頂の展望（霧氷体験）やPEAKCAFE（ピークカフェ）利用のために利用する事も可能。

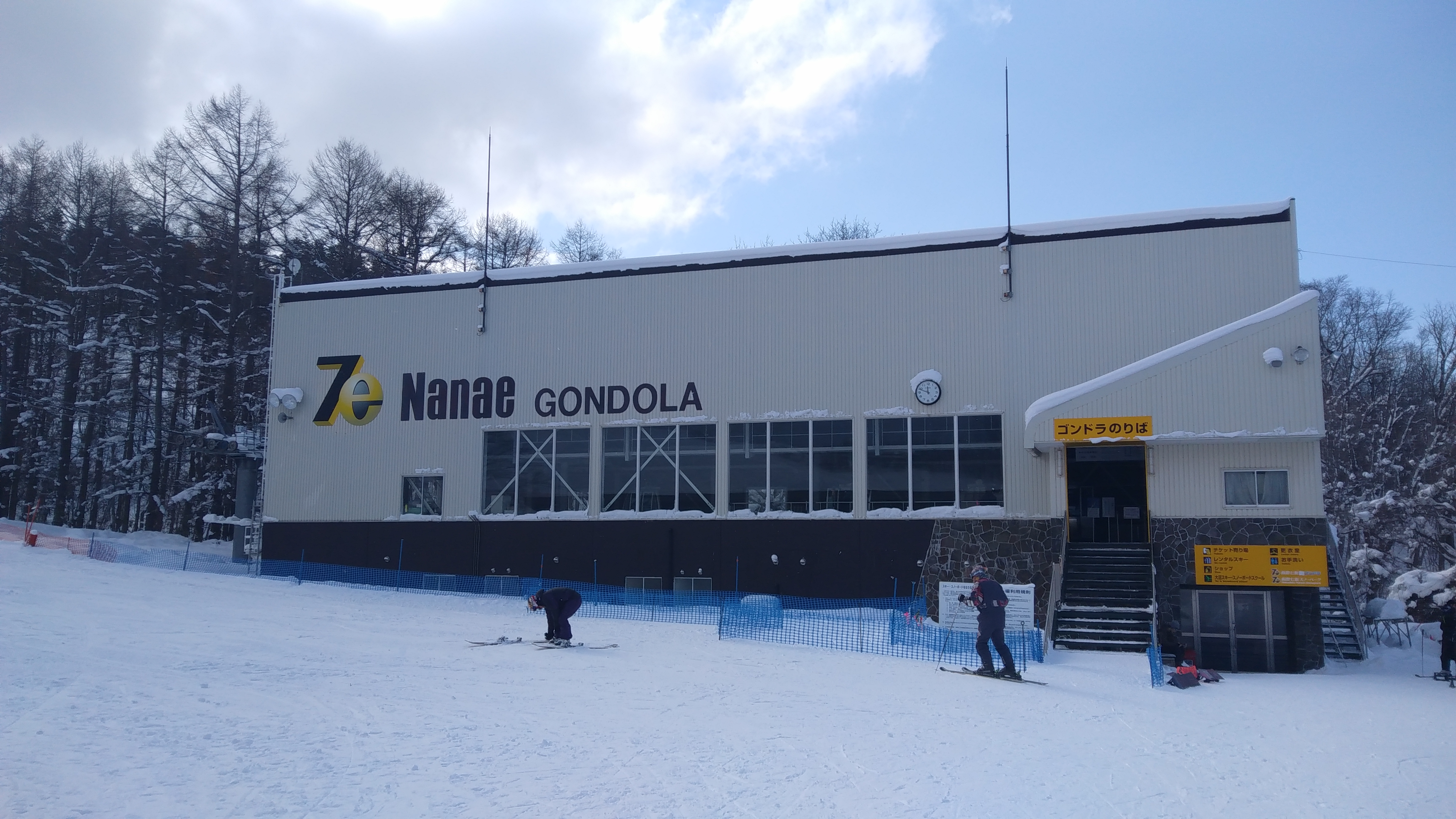
ゴンドラ山麓駅・センターハウス（2018年3月）
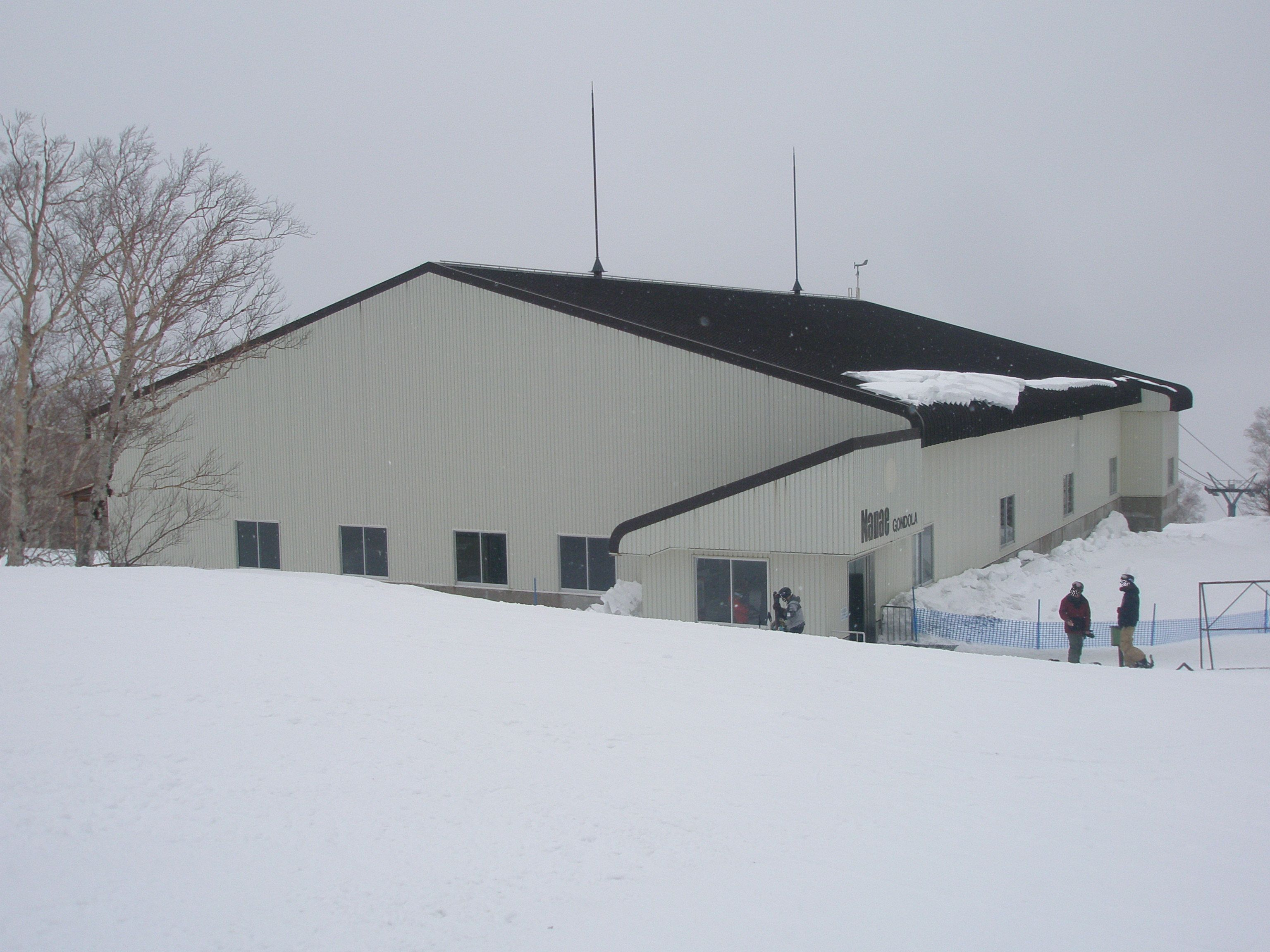
ゴンドラ山頂駅（2018年3月）
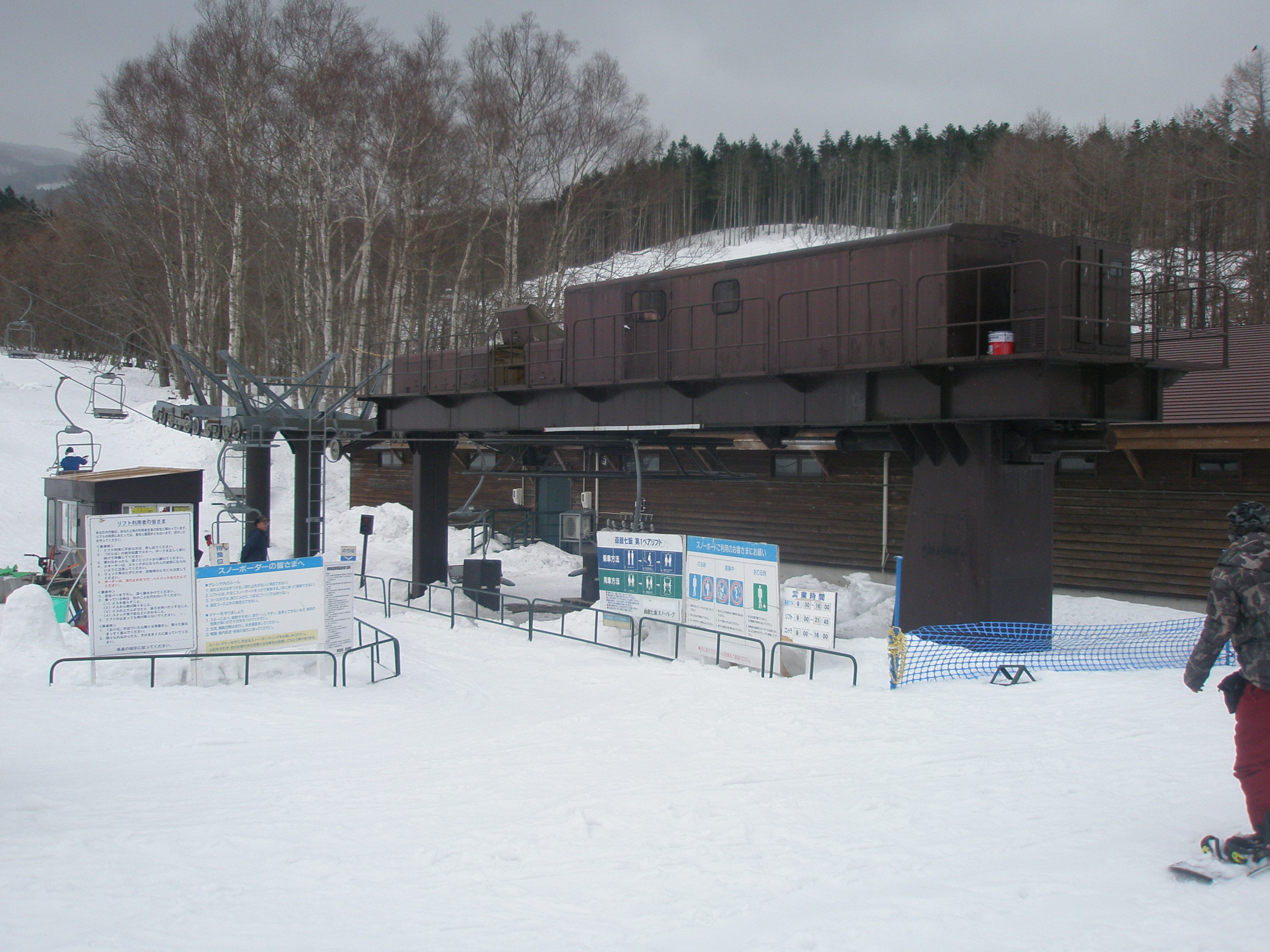
第1ペアリフトのりば（2018年3月）
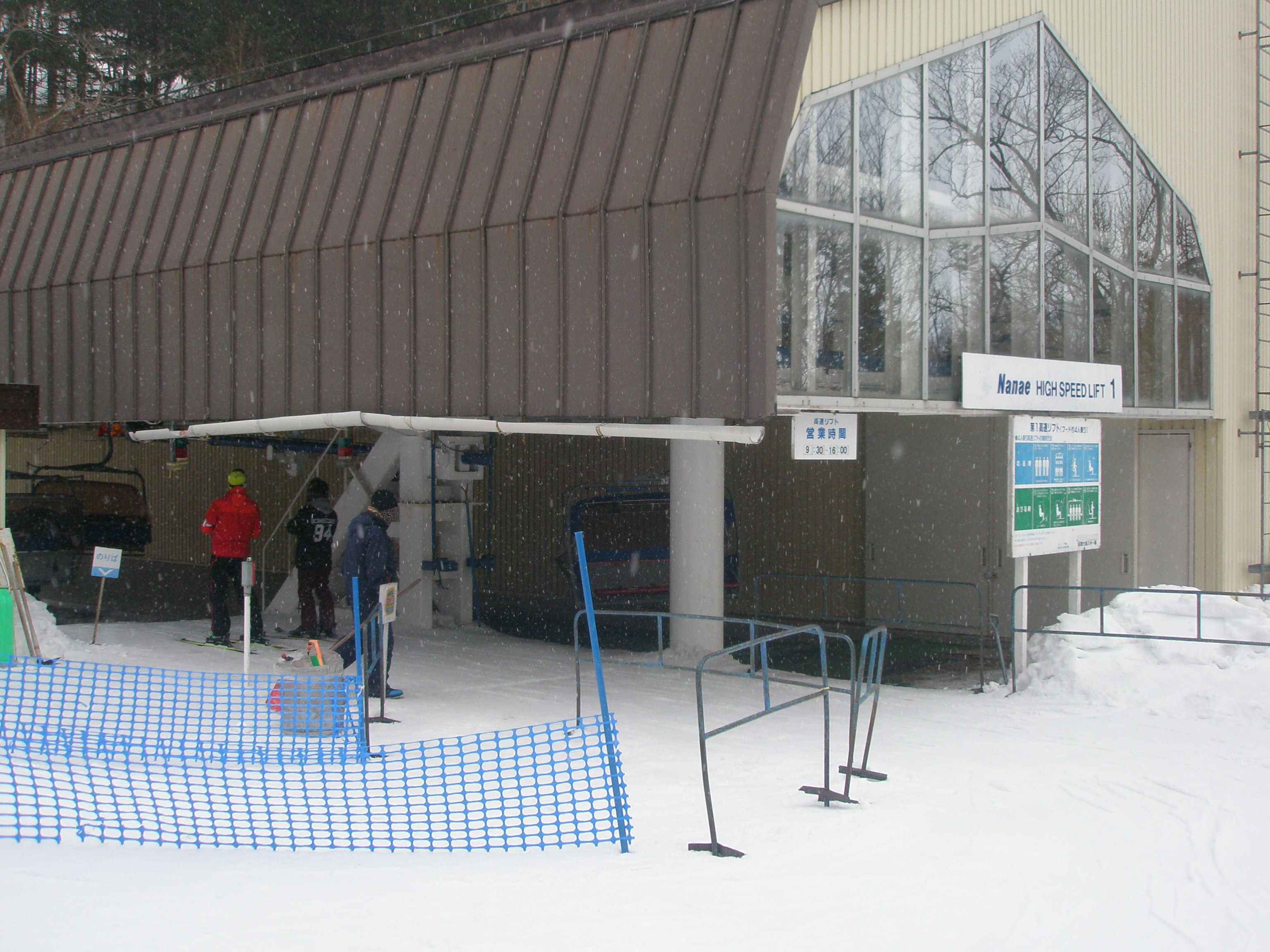
第1高速リフトのりば（2018年3月）

その他
- センターハウス
  - チケット売り場
  - レンタルコーナー
  - 売店・ショップ
  - キッズルーム
  - ロッカー
- レストラン駒[注釈 2]
- 山麓Cafe
- 山頂カフェ「PEAKCAFE」

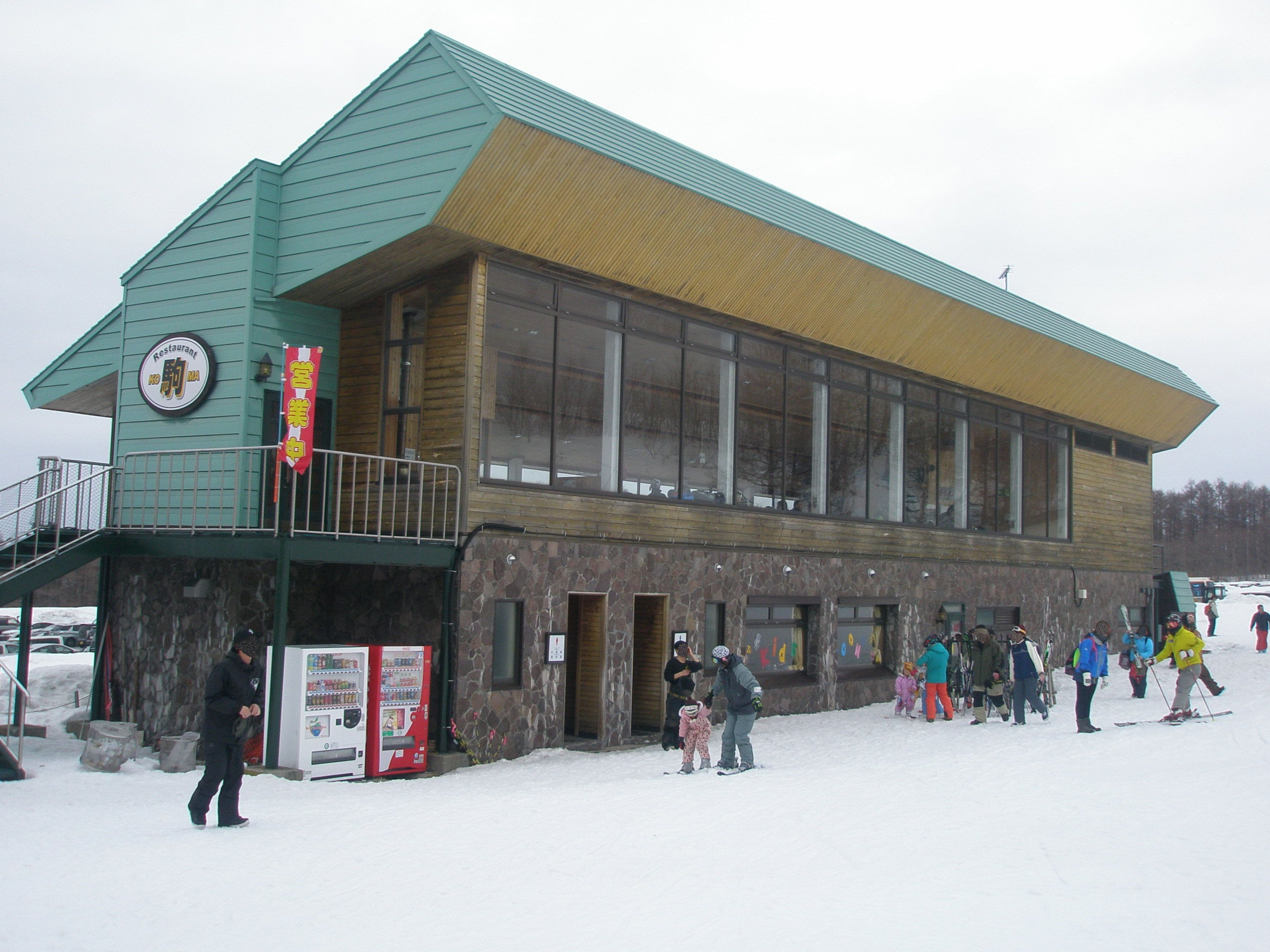
レストラン駒（2018年3月）
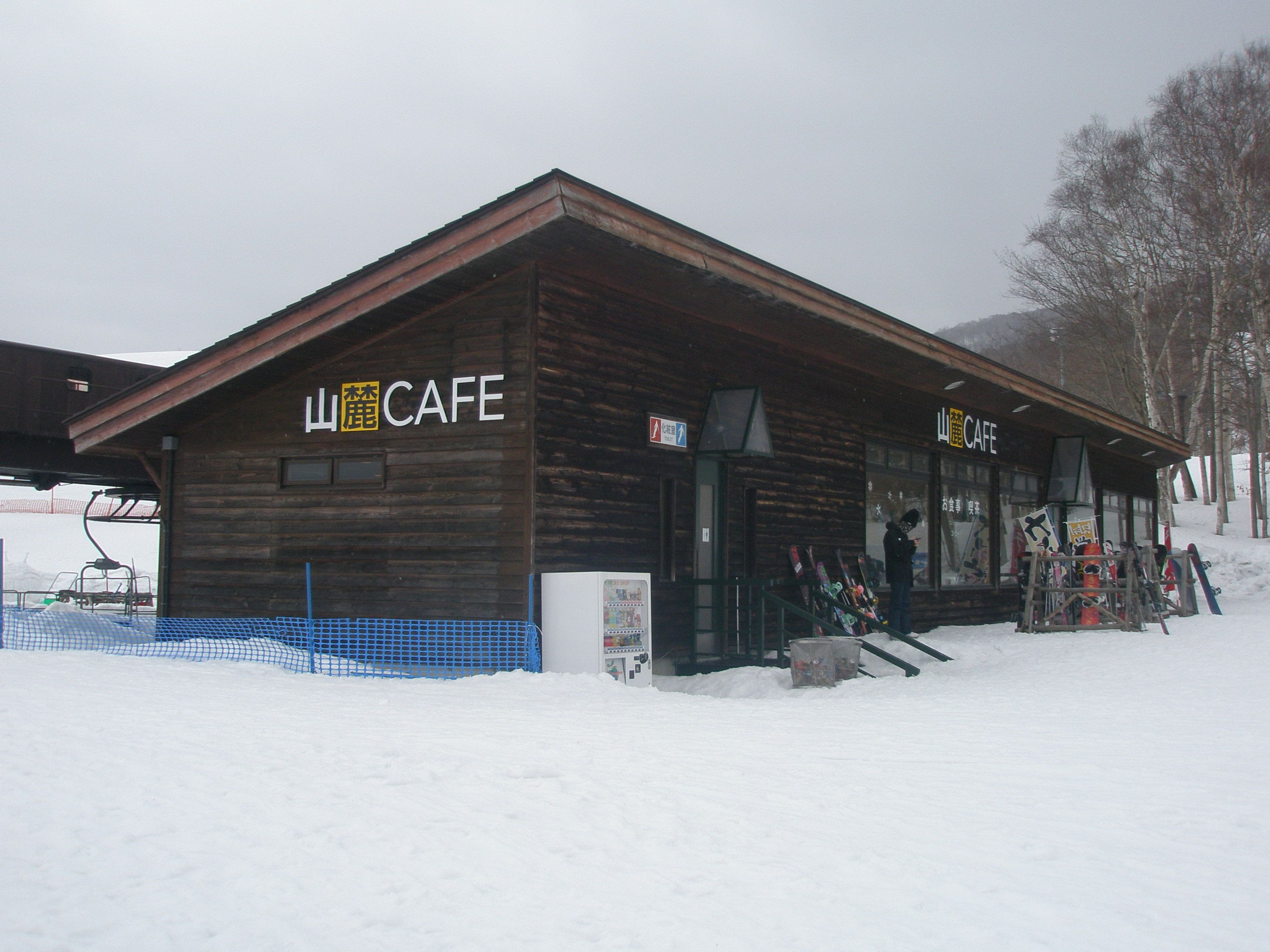
山麓CAFE（2018年3月）
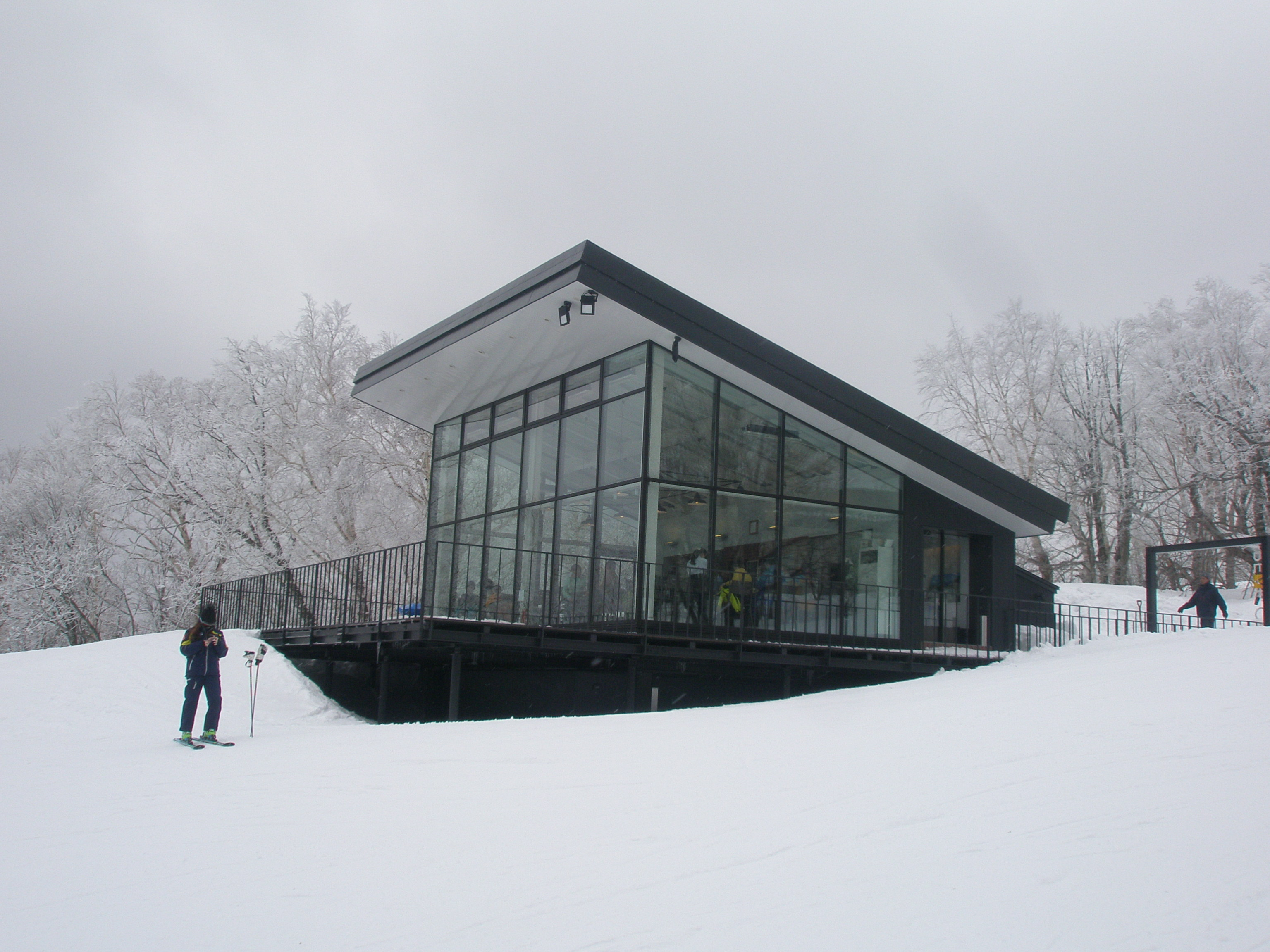
PEAKCAFE（2018年3月）

## 夏期の営業
スキーシーズン以外でも七飯ゴンドラを利用して山頂まで行き、駒ヶ岳や大沼などの眺めを楽しむことやPEAKCAFE（ピークカフェ）などの利用が出来る期間がある。運行・営業は次の3営業時間体制で行われる。
| 内容               | 運行期間                          | 運行時間                                              | 備考 |
| ------------------ | --------------------------------- | ----------------------------------------------------- | --- |
| 通常営業           | 4月下旬 - 11月上旬                | 9:00 - 16:00（上り最終乗車15:30、下り最終乗車16:00）  | |
| サンセットゴンドラ | 7月下旬 - 8月下旬                 | 16:00 - 18:30（上り最終乗車18:00、下り最終乗車18:30） | 要予約 |
| ナイトゴンドラ     | 7月下旬 - 8月下旬の土曜日・日曜日 | 18:30 - 21:00（上り最終乗車20:30、下り最終乗車21:00） | 2名以上でPEAKCAFE（ピークカフェ）フルコースディナー予約（ゴンドラ料金を含む）の場合のみ運行、その他要相談 |

期間中は七飯ゴンドラ1Fセンターハウスが利用出来るほか、次の施設等がある。
- 山頂散策路
  - ゴンドラ山頂駅周辺に設けられている。徒歩で1周30分程度。途中に展望デッキが3ヶ所設けられているほか、七飯第1高速リフト山頂駅付近が「展望の丘」と呼ばれ、景観を楽しむ事が出来る。
- マウンテンバイクの利用
  - マウンテンバイクと一緒にゴンドラに乗車し、山頂から乗って下る事が出来る。この場合はゴンドラ料金が乗り放題のみの設定となり、営業時間内であれば何度でも利用出来る。
- ドッグラン
  - 山麓に設けられていて、料金支払い（1日300円、シーズン3,000円）の上で利用出来る。これ以外にも、別途ペット料金支払い（500円またはセット料金チケットの事前購入）の上でペットも一緒にゴンドラに往復乗車する事も出来る。

## アクセス・駐車場
新函館北斗駅、大沼公園駅から無料のシャトルバスを運行している。
- 道央自動車道大沼公園ICから車で約15分
- 北海道旅客鉄道（JR北海道）新函館北斗駅から車で約25分
- 函館から車で約50分
- 駐車場：2,000台